# Rafael Rivera
Rafael Rivera Torres (* 24 de octubre de 1925 en Guadalajara, Jalisco, México - † 23 de marzo de 1991 en Guadalajara, Jalisco, México) fue un futbolista mexicano que jugaba en la posición de delantero. Jugó para el Club Deportivo Guadalajara de 1946 a 1956.
Debutó el 9 de junio de 1946 en un partido contra el Atlas, que terminaría perdiendo el Guadalajara por marcador de 2 goles a 0. Después de tener poca participación como delantero, empezó a jugar como defensa en la temporada 1946-47 y para el siguiente torneo regresa a la delantera, posición donde se quedó el resto de su carrera. Durante su estancia en Chivas anotó 33 goles.
Murió el 23 de marzo de 1991 en la sala de trofeos ubicada dentro de las instalaciones de la sede del Club Deportivo Guadalajara, víctima de un paro cardíaco. Esto fue después de presenciar un encuentro de fútbol entre el Club Deportivo Tapatío y el Oaxaca.

## Clubes
| Club        | País   | Año         |
| ----------- | ------ | ----------- |
| Guadalajara | México | 1946 - 1956 |